# Ryszard Wójtowicz
Ryszard Krzysztof Wójtowicz (zm. 19 lipca 2025) – polski inżynier, doktor habilitowany nauk inżynieryjno-technicznych  profesor Politechniki Krakowskiej.

## Życiorys
W 1996 r. ukończył studia mechaniki i budowy maszyn w Politechnice Krakowskiej im. Tadeusza Kościuszki, w 2001 r. obronił pracę doktorską pt. Analiza pracy tarczowych mieszadeł wibracyjnych w układach cieczy wzajemnie nierozpuszczalnych, której promotorem był prof. Jerzy Kamieński, w 2020 r. habilitował się na podstawie pracy zatytułowanej Modelowanie numeryczne i badania eksperymentalne procesów wymuszonego mieszania w wybranych aparatach.
Został pracownikiem naukowym na Politechnice Krakowskiej im. Tadeusza Kościuszki, oraz należał do Rady Dyscypliny Naukowej -  Inżynierii Mechanicznej PK.